# Bakir Izetbegović
Bakir Izetbegović (Sarajevo, 28 juni 1956) is een Bosnische politicus. Van 2010 tot 2018 maakte hij deel uit van het drie-presidentschap van Bosnië en Herzegovina.
Op 3 oktober 2010 werd Bakir Izetbegović met 34,9% van de stemmen verkozen als Bosniakse afgevaardigde in het drie-presidentschap. Een maand later trad hij aan voor een termijn van vier jaar. In 2014 werd hij herkozen voor een tweede termijn. In 2012, 2014, 2016 en 2018 was hij telkens een half jaar lang voorzitter van het presidentschap.
Izetbegović is afgestudeerd als architect aan de Universiteit van Sarajevo. Hij is lid van de Partij voor Democratische Actie, een partij die opgericht werd door zijn vader Alija Izetbegović. Zijn vader was tevens de eerste president van Bosnië en Herzegovina.
Op 2 oktober 2022 werd de nationalist Izetbegović verslagen door de sociaaldemocratische kandidaat voor het co-presidentschap, Denis Becirovic.